# Ga Aibetsu
Ga Aibetsu (愛別駅 Aibetsu-eki) là nhà ga thuộc thị trấn Aibetsu, Hokkaidō, Nhật Bản.